# 井上俊之
井上俊之（／1961年7月20日—），日本的男性動畫師。畢業於大阪設計學院（現：大阪設計師專門學校）。Studio Junio出身，目前是自由職業。日本動畫師協會董事會成員。

## 經歷
井上於1961年7月20日。來自日本大阪府。因為看過宮崎駿監製的電視動畫《未來少年柯南》為契機立志成為動畫師。後來進入大阪設計師學院學習技術，和梶島正樹、平岡正幸是同期的學員。畢業之後進入動畫製作公司Studio Junio上班。在Studio Junio的時代受中村孝和宇都宫理的影响，所以成為寫实系作画的動畫師，对细节和造型苛刻的要求，在业内有非常高的评价。
1983年以《停止！！雲雀（ストップ!! ひばりくん!）》的原畫出道。1984年《Gu-Guガンモ》擔任人物設計師嶄露頭角，在日本的動畫業界引人注目。1988年担任《AKIRA》的摩托车場景、《魔女宅急便》的自行车場景等，一跃作为首席動畫師驰名。1990年代以後陸續參與電影動畫作品，押井守評論道“完美的動畫師”。
比起人物設定和作畫監督，井上更追求原畫動作的表現。在P.A.Works的官方網站是代表原畫的品質、水準、速度、工作被介紹為完美的動畫家。井上作為一名寫實系的動畫師也受到押井守、今敏等動畫電影系导演们的极大信赖，与磯光雄有密切的交流。磯光雄首次监督的作品『电脑线圈』，井上也擔任首次的总作画监督，自『Gu-Guガンモ』以来隔了22年的电视版動畫的作画监督，參加一半以上话数的原画，也在其他版权，小說插画等八面六臂的活跃。
因為工作的品質和真誠的個性，所以在日本動畫業界另有“领袖人物的超凡魅力”之称。不過，井上本人卻說著「沒有這個魅力」。
2001年左右，井上在Production I.G指導年輕動畫師以「井上塾」表示，部分講座可以在Production I.G首頁中找到。
2011年2月27日，日本動畫師協會（日本アニメーター・演出協会）任期屆滿後舉行董事的選舉，井上被重新任命為董事會成員。

## 參加作品

### 電視動畫
- 停止！！雲雀 （1983-1984年）原画（27話、32話）、動画
- 伊賀野カバ丸 （1983-1984年）原画
- Gu-Guガンモ （1984-1985年）キャラクターデザイン、作画監督（7話、21話、26話、33話、39話、45話）、原画（1話、7話、15話、21話、26話、33話）
- 悪魔島的王子 三眼神童 （1985年）原画
- 墓場鬼太郎 （1985-1988年）原画（4話、12話、26話）
- それいけ!アンパンマン （1988-年）原画（1話）
- 機械女神J （1996-1997年）OP原画
- 麗佳公主 （1998-1999年）OP1作画
- ワイルドアームズ トワイライトヴェノム （1999-2000年）OP原画
- メダロット （1999-2000年）OP原画、原画（5話、47話、48話、52話）
- 攻殼機動隊 STAND ALONE COMPLEX （2002年）原画（3話）
- 魔力女管家〜もっと美しいもの〜 （2002-2003年）原画（1話）
- 这丑陋又美丽的世界 （2004年）原画（1話）
- 妄想代理人 （2004年）エフェクト作画監督（13話）、作画監督協力（8話）、原画（1話、8話、13話）、作画（9話（IQ、TKO））
- 巌窟王 （2004-2005年）原画（2話、12話）
- 攻壳机动队 S.A.C. 2nd GIG （2004-2005年）原画（4話、7話、18話）
- 御伽草子 （2004-2005年）OP1原画
- 電腦線圈 （2007年）作画チーフ、総作画監督、作画監督（11話、14話、16話、17話、21話、26話）、原画（OP、1話、2話、4話、5話、9話、11話、14話、16話、17話、18話、20話、21話、24話、26話）
- 白兔糖 （2011年）原画（9話）
- 有頂天家族 （2013年）作画監督（3話）、原画（3話、12話）
- SHIROBAKO （2014年）原画（12話）

### OVA
- くりいむレモン PART4 POPCHASER （1985年）原画（某、井上俊之名義）
- ドリームハンター麗夢 （1985年）原画 ※ノークレジット
- 羅德斯島戰記 （1990年）原画（1話）、开场动画
- 3×3 EYES 〜聖魔伝説〜 （1995年）原画
- 青之六号 （1999-2000年）作画監督（4話）、原画（4話）

### 電影
- Dr.スランプ アラレちゃん ほよよ!世界一周大レース （1983年）動画
- Gu-Guガンモ （1985年）作画監督
- はだしのゲン2 （1986年）原画
- チロヌップのきつね （1987年）原画
- ゴキブリたちの黄昏 （1987年） 原画
- 王立宇宙軍 奥内米斯之翼 （1987年）原画
- AKIRA （1988年）原画
- 魔女宅急便 （1989年）原画
- とべ!くじらのピーク （1991年）作画監督補、原画
- 岁月的童话 （1991年）作画
- 老人Z （1991年）原画
- 走れメロス （1992年）原画
- 超時空要塞7 銀河在呼喚我 （1995年）原画
- 攻殻機動隊 （1995年）原画
- MEMORIES 彼女の想いで （1995年）角色設定、作画監督
- MEMORIES 大砲の街 （1995年）原画
- 人狼 JIN-ROH （2000年）副作画監督、レイアウトチェック、原画
- BLOOD THE LAST VAMPIRE （2000年）作画監督協力、原画
- 千年女優 （2001年）作画監督、原画
- 帕盧姆之樹 （2002年）角色設定、原画、
- 東京教父 （2003年）作画監督、原画
- 蒸汽男孩 （2004年）原画
- INNOCENCE （2004年）原画
- 映画犬夜叉 紅蓮の蓬莱島 （2004年）原画
- 盜夢偵探 （2006年）作画監督補佐、原画
- 空中杀手 The Sky Crawlers （2008年）原画
- 鋼之鍊金術師 嘆息之丘的聖星（2011年）作画監督補佐
- 給小桃的信 （2012年）副作画監督、原画
- 狼的孩子雨和雪 （2012年）原画
- 福音戰士新劇場版：Q （2012年）作画監督

- 喬瓦尼島（2014年）原画

- 百日紅 〜Miss HOKUSAI〜（2015年）原画
- 怪物的孩子 （2015年）原画
- 午睡公主～不為人知的故事～（2017年）原画

- 於離別之朝束起約定之花（2018）主要動畫師、人物設定、作畫監督補佐、原画

### 遊戲
- （1985年）原畫
- 攻殼機動隊（1997年）原畫
- 永恆傳奇（2000年）OP原畫
- WILD ARMS Advanced 3rd（2002年）OP原畫

### PV
- The 2 Queens 二人の女王 （2013年） 作画監督、原画

## 外部連結
- 井上俊之的X（前Twitter） （日語）
- （日語） PA works スタジオ紹介。
- （日語） animator interview 井上俊之（１）（页面存档备份，存于）。
- （日語） 第４回　井上・今石・小黒座談会（４）（页面存档备份，存于）。
- （日語） じゃにか倶楽部 - 井上俊之さんのエントリ（页面存档备份，存于）。
- （日語） 井上俊之さん小黒祐一郎さんと一緒に『もっとアニメを観よう！』　開催のお知らせ：日本アニメーター・演出協会（JAniCA）（JAniCA）（页面存档备份，存于）。